# Nelly Rapp
Nelly Rapp är en deckarserie av Martin Widmark. Böckerna är avsedda för 6–12-åringar. Del 1-20 illustrerades av Christina Alvner, hela bokserien har sedan illustrerats av Emil Maxén. Den första boken, Monsterakademin, kom ut 2003.

## Handling
Nelly är ingen vanlig 10-åring. Hos sin morbror Hannibal utbildar hon sig till monsteragent nummer 10. Hennes lärare heter Lena-Sleva. Nelly har en bassethund som heter London.

## Böcker
1. Monsterakademin (2003)
2. Frankensteinaren (2003)
3. Varulvarna (2003)
4. Trollkarlarna från Wittenberg (2005)
5. Spökaffären (2006)
6. De vita fruarna på Lovlunda slott (2008)
7. Häxdoktorn och den sista zombien (2008)
8. Sjöodjuret i Bergsjön (2009)
9. I bergakungens sal (2010)
10. Snömannens hemlighet (2011)
11. De spökande prästerna (2012)
12. Vampyrernas bal (2013)
13. Trollkarlens bok (2013)
14. Kapten Blåskägg (2014)
15. Nelly Rapp och häxornas natt (2015)
16. Nelly Rapp och de små under jorden (2016)
17. Nelly Rapp och gastarna i skolan (2017)
18. Nelly Rapp och näckens hemlighet (2018)
19. Nelly Rapp och det hemliga biblioteket (2019)
20. Nelly Rapp och anden i flaskan (2020)
21. Nelly Rapp och trollpackan (2021)
22. Nelly Rapp och Maran (2022)
23. Nelly Rapp och Skogsfrun (2023)
24. Nelly Rapp och skolan för högre magi (2023)
25. Nelly Rapp i drakens håla (2024)

## I andra medier
Nelly Rapp sändes som Sveriges Radios julkalender 2009 under namnet Nelly Rapp - En gastkramande jul.
2020 hade en filmatisering av böckerna premiär på bio vid namn Nelly Rapp – Monsteragent. 2023 kom en uppföljare på filmen vid namn Nelly Rapp – Dödens spegel.

### Fotnoter
1. ↑  ”Monsterakademin” (på engelska). Worldcat. 13 mars 2003. https://www.worldcat.org/title/monsterakademin/oclc/941553504&referer=brief_results. Läst 22 oktober 2017.
2. ↑  ”Martin Widmark skriver årets julkalender i SR”. Sveriges radio. 15 april 2009. http://sverigesradio.se/sida/gruppsida.aspx?programid=2938&grupp=21081&artikel=2767719. Läst 3 december 2015.
3. ↑  ”Nelly Rapp kommer tillbaka i "Dödens spegel" - premiär halloween 2023”. MovieZine. https://www.moviezine.se/nyheter/nelly-rapp-kommer-tillbaka-i-dodens-spegel-premiar-halloween-2023. Läst 5 november 2022.